# Medalla per l'Alliberament de Kuwait (Aràbia Saudita)
La Medalla per l'Alliberament de Kuwait (àrab: نوط تحرير الكويت; transliterat Naut Tahrir al-Kuwait) va ser instituïda pel rei Fahd ibn Abdulaziz de l'Aràbia Saudita pel servei durant la campanya d'Alliberament de Kuwait.

## Rerefons
La versió saudita de la Medalla de l'Alliberament de Kuwait va ser concedida als membres de les Forces de la Coalició que participaren en l'operació Tempesta del Desert i l'alliberament de Kuwait entre el 17 de gener i el 28 de febrer de 1991.
És considerada més rara que la versió kuwaitiana de la medalla, car reconeix el servei durant un període molt breu de temps (només unes poques setmanes), mentre que la versió kuwaitiana era concedida pel servei durant una sèrie d'anys. La versió saudita se situa anteriorment que la kuwaitiana en l'ordre de precedència, car va ser creada abans.

## Recepció de la Medalla

### Canadà
El govern canadenc decretà que el personal canadenc podia acceptar les seves medalles, però no se'ls permeté lluir-la a l'uniforme.

### Regne Unit
Els membres de les Forces Armades Britàniques no van rebre permís de l'Oficina d'Exteriors i la Commonwealth per rebre la medalla. Lluir la medalla o el galó sobre l'uniforme està estrictament prohibit. Només pot acceptar-se com a record.

### Estats Units
Els Estats Units només acceptaren la cinquena classe per al seu personal.
El criteri per a la seva concessió era atorgar-la als membres de la Coalició Militar que van servir en suport de l'operació Tempesta del Desert i en l'alliberament de Kuwait entre el 17 de gener i el 28 de febrer de 1991. Les zones elegibles incloïen: el golf Pèrsic, el mar Roig, el golf d'Aden, la part del mar d'Aràbia compresa al nord paral·lel 10 nord de latitud i a l'oest del meridià 68 est de longitud, així com a les zones terrestres d'Iraq, Kuwait, Aràbia Saudita, Oman, Bahrain, Qatar i els Emirats Àrabs Units. Per a ser elegible, un membre del servei havia d'haver estat: 
1. servint durant un o més dies en una organització participant en una operació militar terrestre o marítima,
2. servint durant un o més dies a bord d'un vaixell actuant directament en suport de les operacions militars,
3. participant com a membre de la tripulació en un o més vols en suport de les operacions militars sobre les àrees anteriorment mencionades,
4. servint durant 30 dies consecutius o 60 alterns. Aquestes limitacions temporals són pels membres participants en suport de les operacions militars.

## Descripció
La versió saudita de la Medalla de l'Alliberament de Kuwait consisteix en una estrella platejada formada per 15 punts arrodonits (amb punts més petits entre ells) que sostenen un medalló daurat que conté una corona lligada a la base i amb una corona al capdamunt. Al centre del medalló hi ha una representació platejada de la Terra, sobre la qual el Regne de l'Aràbia Saudita està sobreimpressionat en daurat. Sobre el medalló daurat hi ha espases creuades i una palmera extrets del Segell Reial. Sota el medalló daurat hi ha un rotlle que acaba doblegat i senyala cap a dalt i segueix el contorn del medalló daurat. Al rotlle hi ha les paraules LIBERATION OF KUWAIT (Alliberament de Kuwait) en anglès i al damunt la mateixa inscripció en àrab.
Penja d'una cinta verda (el color de la bandera de l'Aràbia Saudita), i als costats té dues franges, una blanca i una vermella, separades per una de negre.
Sobre el galó hi ha un escut daurat consistent en dues espases travessades sobre una palmera, presa de l'escut reial. No es llueix sobre la cinta de la medalla.